# Aliza Gur

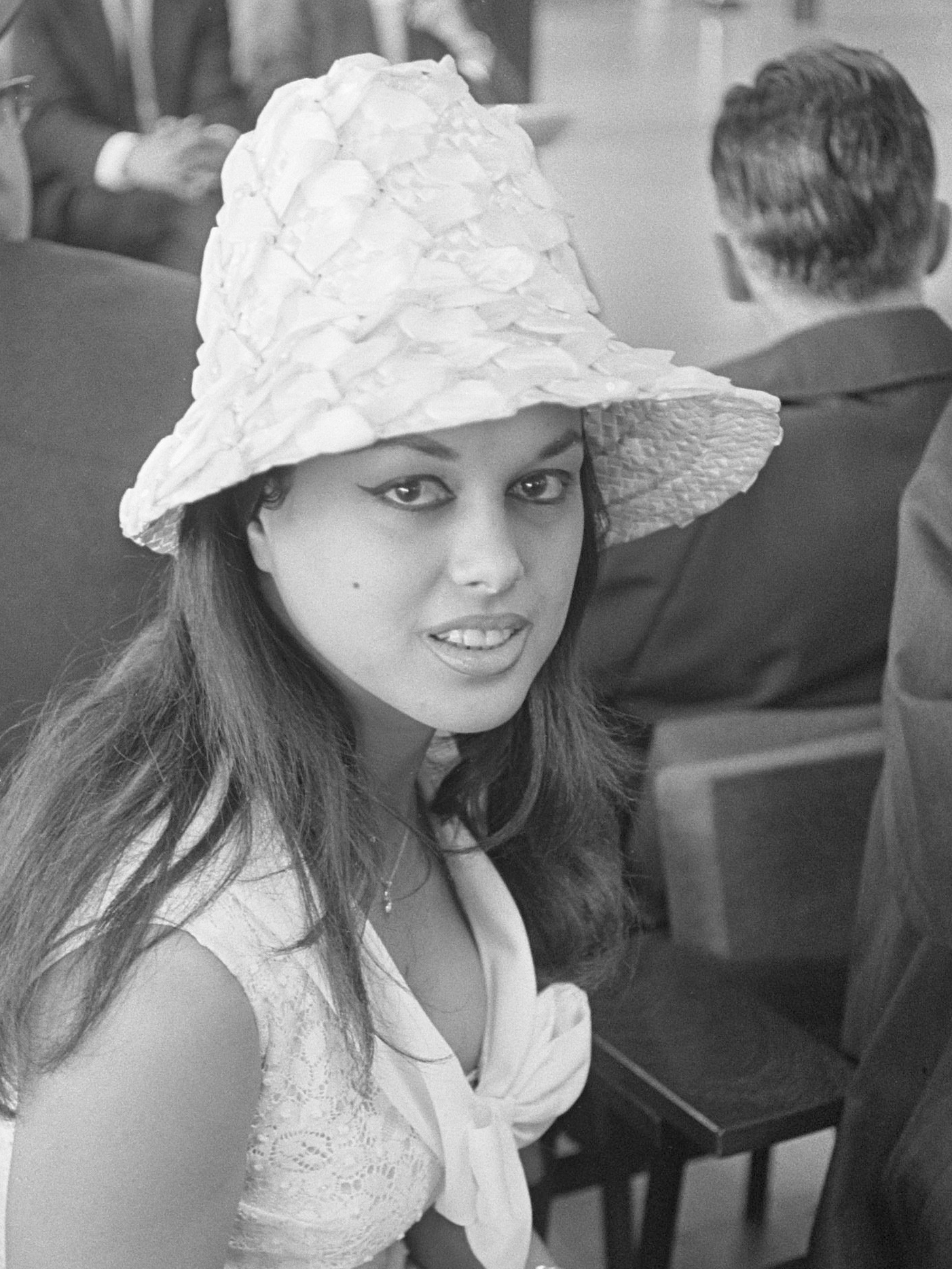
Aliza Gur (1964)

Aliza Gur (hebräisch עליזה גור; eigentlich Alizia Gross; * 1. April 1944 in Ramat Gan) ist eine israelische Schauspielerin und ein ehemaliges Model. Sie gewann den Titel der Miss Israel 1960.

## Leben
Aliza Gur wurde als Alizia Gross in Ramat Gan geboren. Ihre Eltern waren während des Zweiten Weltkriegs aus Deutschland ins damalige Völkerbundsmandat für Palästina geflohen, wo sie und ihr Bruder in Haifa aufwuchsen. Gur begann ihre Laufbahn als Model und gewann 1960 den Titel der Miss Israel. Im selben Jahr erreichte sie außerdem das Semifinale bei der Miss-Universe-Wahl.
Nach ihren Erfolgen als Model zog Gur nach Kalifornien, wo sie ihre Karriere als Film- und Fernsehschauspielerin begann. Ihre Eltern zogen wenig später ebenfalls in die Vereinigten Staaten, wo beide bis zu ihrem Tod in den 1970er Jahren lebten. Ihre bekannteste Rolle spielte Gur 1963 als Vida in James Bond 007 – Liebesgrüße aus Moskau, die in einem von Bond besuchten Zigeunerlager mit ihrer Kontrahentin Zora (gespielt von Martine Beswick) um einen Mann kämpft. Obwohl ihr Auftritt im Film nur kurz war erreichte die Kampfszene hohe Bekanntheit und wurde für die damalige Zeit als „schockierend“ beschrieben. Insgesamt wirkte Gur bis zum Ende ihrer Karriere im Jahr 1973 in mehr als zwanzig Spielfilmen und mehreren Fernsehserien mit. Unter anderem verkörperte sie 1967 die weibliche Hauptrolle als Fotoreporterin Myrna in Tarzan und der Dschungelboy.
Aliza Gur war zweimal verheiratet und hat einen Sohn aus erster Ehe. Sie lebt heute in Beverly Hills.

## Filmografie (Auswahl)
- 1963: James Bond 007 – Liebesgrüße aus Moskau (From Russia with Love)
- 1964: Dschungel der Schönheit (The Beauty Jungle)
- 1964: Night Train to Paris
- 1965: Big Valley (The Big Valley; Fernsehserie, eine Folge)
- 1965: Perry Mason (Fernsehserie, eine Folge)
- 1966: Im Auftrag von H.A.R.M. (Agent for H.A.R.M.)
- 1967: Kill a Dragon
- 1967: Tarzan und der Dschungelboy (Tarzan and the Jungle Boy)
- 1968: Der Todesengel (The Hand of Night)
- 1969: Mini-Max (Get Smart; Fernsehserie, eine Folge)
- 1969: Verrückter wilder Westen (The Wild Wild West; Fernsehserie, eine Folge)